# PL学园中学校及高等学校
PL學園中學校及高等學校（日语：／）是一所位於日本大阪府富田林市的私立男女共學的中高一貫制學校。該校位於完美自由教團總部所在地，由學校法人PL學園負責運營。

## 學校簡介
在中學教育階段，學校會根據學生的熟練程度而開設專門的數學科或英語科課程。而在高校階段，校方也開設了國公立大學課程和理文選修課程，以供希望獲得更好升學目標的學生就讀。
PL學園中學校及高等學校曾經是全寄宿制學校；目前大部分學生都住在學校宿舍內，但也有少數學生選擇走讀。校方還曾經開設過定時制和函授制課程，但定時制課程已於2000年廢除，而函授制課程也在2009年暫時中止。
PL學園中學校及高等學校被認為是日本知名的體育社團活動學校，該校畢業生清原和博曾表示他們的場地是全日本高校最大的。特別是該校的硬式棒球部曾取得了無數輝煌的成績，為日本培養了一大批職業棒球選手。然而硬式棒球部在2015年春季宣佈停止招募新部員，並在2016年7月正式關閉。 但是，該校的軟式棒球部依舊活躍，並有可能代表大阪府出戰全國高等學校軟式棒球錦標賽。
近些年來，由於收到信徒人數減少、考生意識變化，以及該校引以為傲的硬式棒球部宣佈廢除等因素的影響，申請就讀該校的人數在減少。在2015年2月舉行的高校入學考試中，原本有75個外招名額的PL學園高等學校僅僅收到了28個報考意願。 現在，隨著學校的就讀人數在逐年減少，PL學園中學校及高等學校已開始面臨生存危機。
根據PL學園中學校及高等學校的規定，所有入學該校的學生及其父母必須信仰完美自由教團。

## 校史沿革
- 1955年：PL學園高等學校成立；同年開設全日制課程。
- 1957年：開設定時制課程。
- 1959年：PL學園中學校成立。
- 1962年：校歌制定。
- 1973年：開設函授制課程。
- 2000年：廢除定時制課程。
- 2009年：暫停函授制課程。

## 社團活動
PL學園中學校及高等學校的辦學主體完美自由教團本身就倡導“生活即藝術（人生は芸術である）”的教義，因此PL學園中學校及高等學校也鼓勵強調自我，故而棒球等運動也備受校方重視。
該校的硬式棒球部曾是日本全國名聲顯赫的棒球隊伍，而軟式棒球部、接力棒部、劍道部也是活躍於全國大賽級別的體育社團。
同時該校高爾夫球部男子組曾在1980年和1982年蟬聯兩屆全國高等學校高爾夫錦標賽冠軍。 同時，高爾夫球部還培養了高村博美（1次獎金女王）、中島千尋（4次巡迴賽冠軍）、谷口徹（2次獎金王）等眾多職業高爾夫球手。但是，該部於2001年正式廢除。

### 硬式棒球部

#### 發展歷史
PL學園高等學校硬式棒球部成立於1956年，並在成立後的第7年（1962年）就首次亮相甲子園賽場且同時達成春夏連續（第34屆選拔高等學校棒球大會和第44屆全國高等學校棒球錦標賽）出戰甲子園的記錄。

## 外部連接
- 學校法人PL學園官方網站 （页面存档备份，存于）（日語）
- PL學園中學校及高等學校官方網站 （页面存档备份，存于）（日語）